# Mässa

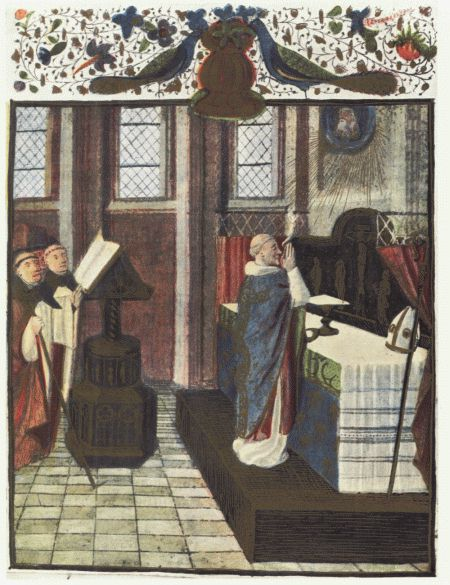
Medeltida mässa celebreras av en biskop.

Mässan är den mest centrala kristna liturgin. I västkyrkan är mässa det vanliga ordet för huvudgudstjänsten, i den östkyrkliga liturgin är dess motsvarighet eukaristin.  Mässan hänför sig till brödsbrytelsen efter Jesus sista måltid och var gängse redan i den tidiga urkyrkan. Om mässans innebörd är de olika protestantiska samfunden och katolska kyrkan oense.
Mässan kan vara reciterad med sjungna partier eller alltigenom sjungen: en alltigenom tonsatt mässa förekommer i Katolska kyrkan. Det recitativiska sångsätt som kan förekomma i mässor kallas accentus och utförs av en präst. Accentus utfördes i den gregorianska sången enligt vissa fastställda psalmtoner. Partier med större melodisk rikedom kallas concentus och utförs av kör eller kantor. Accentus och concentus uppkom i den gregorianska sången under medeltiden.

## Etymologi
Ordet mässa kommer av medeltidslatinets ord missa som i sin tur kan härledas från latinets mittere. Verbet mitto (mittere) betyder 'skicka bort', 'låta gå' och användes i avslutningsfrasen ”Ite, missa est!”, ”Gå, [församlingen] är utsänd!”, vilket från början var vanliga avslutningsord vid sammankomster och gudstjänster. Missa kom senare att beteckna gudstjänsten som helhet istället för avslutningen.

## Den katolska uppfattningen
Den romerska kyrkan lär att Kristi försoningsdöd på korset under mässan åter görs närvarande. Brödet och vinet förvandlas i och med prästens förvandlingsord till Jesu kropp och blod, och intagandet av dem förenar de troende med Jesus och hans offerdöd. Katoliker talar därför om mässoffret.

## Den protestantiska uppfattningen
Reformatorerna Luther, Calvin och Zwingli, däremot, lärde att mässan främst var en måltid, en upprepning av Kristi sista måltid. Därav det protestantiska bruket att benämna mässan som nattvard. Lutheranerna företräder i likhet med de Romersk-katolska och Ortodoxa kyrkorna en tro på realpresensen, det vill säga att brödet och vinet i och med instiftelseorden verkligen är Kristi kropp respektive blod, av Martin Luther förklarat som att Kristus är "i och med och under" bröd och vin. De reformerta (Calvins och Zwinglis efterföljare) avvisar denna tanke och menar att talet om "Kristi kropp och blod" endast är symboliskt. Svenska kyrkan företräder den lutherska uppfattningen.

## Mässans struktur
Den högtidliga mässform som firas på söndagar och högtidsdagar, oftast på förmiddagen, kallas ibland högmässa. I östkyrkan finns emellertid ingen annan form än den sjungna högmässan med diakon och subdiakon. Inom östkyrkan kallas mässan för liturgi, ett ord som i västkyrklig tradition syftar inte bara på mässan, utan på all officiell kristen gudstjänst: firandet av de olika sakramenten samt tidegärden.
I kortare mässor kan moment som ingår i högmässan utelämnas. Textläsning från Bibeln, samt momenten från prefation till tackbön brukar dock behållas.
I katolska kyrkan förväntas man regelbundet gå till bikt, och själva mässan inleds endast av en syndabekännelse. Svenska kyrkans sed att beredelsen är infogad i mässan är en sen tradition, inte äldre än 1800-talet. Dessförinnan förväntades detta ske före mässan även i Svenska kyrkan.

### Mässordning
Mässordning betecknar inom en given kristen liturgisk tradition (rit) den uppsättning texter och ceremoniella föreskrifter vilka iakttages vid firandet av mässan.

### Tonsatta moment i mässan
De moment som oftast tonsätts är
- Kyrie
- Gloria
- Credo
- Sanctus och Benedictus
- Agnus Dei